# Jhala Nath Khanal
Jhala Nath Khanal (en nepalí: झलनाथ खनाल; Sakhejung, 20 de mayo de 1950) es un político nepalí que fue Primer Ministro de Nepal desde febrero de 2011 hasta agosto de 2011. Fue presidente del Partido Comunista de Nepal (Marxista-Leninista Unificado) (PCN (UML)).

## Biografía

### Primeros años y carrera temprana
Nacido en Sakhejung en el distrito de Ilam (provincia de Koshi) en 1950, fue miembro del Partido Comunista de Nepal (Marxista-leninista), siendo su secretario general de 1982 a 1986. Posteriormente, se unió al Partido Comunista de Nepal (Marxista-Leninista Unificado) (PCN (UML)). Sirvió por un tiempo como ministro de Información y Comunicación en el gobierno de coalición de 1997.
Ganó un escaño por la circunscripción Ilam-1 en las elecciones de la Asamblea Constituyente de 2008. Lideró el PCN (UML) como secretario general de 2008 a febrero de 2009 y fue elegido presidente del partido el 16 de febrero de 2009.

### Primer ministro
El 3 de febrero de 2011, después de siete meses de estancamiento político en el que ningún candidato pudo reunir suficientes votos para ser elegido Primer Ministro de Nepal, Jhala Nath Khanal fue elegido en el cargo por la Asamblea Constituyente. Khanal recibió 368 votos en el parlamento de 601 miembros, mientras que sus rivales más cercanos, Ram Chandra Poudel del Congreso Nepalí y Bijay Kumar Gachhedar del Foro de Derechos del Pueblo Madhesi, obtuvieron 122 votos y 67 votos respectivamente.
Nepal no tenía un gobierno formado desde que Madhav Kumar Nepal renunció en junio de 2010. Dieciséis rondas de votación en el parlamento desde julio no pudieron elegir un nuevo primer ministro ya que ningún partido político podía reunir una mayoría. Sin embargo, el 3 de febrero de 2011, el Partido Comunista Unificado de Nepal (Maoísta) (el partido más grande de Nepal) retiró a su candidato, Pushpa Kamal Dahal, y respaldó a Khanal, quien como resultado se convirtió en el tercer Primer Ministro de Nepal desde que se convirtió en una república en 2008.
Las tareas inmediatas de Khanal como primer ministro incluyeron la preparación de una nueva constitución republicana antes de la fecha límite del 28 de mayo y la negociación del futuro de unos 20.000 combatientes maoístas.